# Йо-хо-хо
„Йо-хо-хо“ е български игрален филм (драма, романтичен) от 1981 година на режисьора Зако Хеския, по сценарий на Валери Петров. Оператор е Стефан Трифонов. Музиката във филма е композирана от Кирил Дончев.

## Състав

### Актьорски състав
| Роля                      | Изпълнител                        |
| В ролите:                 |                                   |
| ------------------------- | --------------------------------- |
| Актьорът                  | Кирил Варийски                    |
| Леонид                    | Виктор Чучков                     |
| Неприятният, губернаторът | Заслужил артист: Илия Пенев       |
| Гого                      | Анани Анев                        |
| Сестра Цеци               | Соня Дюлгерова                    |
| Ван Лун                   | Кирил Кавадарков                  |
| Роско                     | Георги Бахчеванов                 |
| Луиджи                    | Трифон Джонев                     |
|                           | Акинуале Оджуталайо               |
|                           | Нгуен Ван Фо                      |
| Професорът                | Заслужил артист: Борис Луканов    |
|                           | Милко Желязков                    |
|                           | Таня Вучкова                      |
| Колегата на актьора       | Васил Стойчев                     |
| Майката на Леонид         | Рут Спасова                       |
| Бившата жена на актьора   | Бойка Велкова                     |
|                           | Заслужила артистка: Галина Ненова |
|                           | Антоанета Бобчевска               |
| Свалячът                  | Владимир Йочев                    |
| Дъщерята на неприятния    | Йорданка Любенова                 |
| Зетят на неприятния       | Румен Димитров                    |
| В епизодите:              |                                   |
| Валентин Недялков         |                                   |
| Николай Станев            |                                   |
| Красимир Коджабашев       |                                   |
| Юрий Главашки             |                                   |
| Бойко Йорданов            |                                   |
| Мария Александрова        |                                   |
| Владимир Нтакала          |                                   |
| Радко Кръстев             |                                   |
| Камен Янков               |                                   |
| Александра Касаянова      |                                   |

### Творчески и технически състав
| Сценарий             | н.д.к. Валери Петров                                                                                         |
| Режисьор             | Заслужил артист: Зако Хеския                                                                                 |
| Оператор             | Стефан Трифонов                                                                                              |
| Художник             | Айсидора Зайднер                                                                                             |
| Художник-костюми     | Елка Тодорова                                                                                                |
| Музика               | Кирил Дончев                                                                                                 |
| Редактор             | Веселин Панайотов                                                                                            |
| Звукорежисьор        | Маргарита Маринова                                                                                           |
| Режисьор по монтажа  | Венцислава Каранешева                                                                                        |
| Комбинирани снимки   | Иван Манев                                                                                                   |
| Втори режисьор       | Велика Терзиева                                                                                              |
| Втори оператор       | Димитър Минков                                                                                               |
| Втори художник       | Панчо Атанасов                                                                                               |
| Грим                 | Славка Иванова Росица Иванова                                                                                |
| Асистент-режисьори   | Карамфила Щерева Юлиана Шеневска                                                                             |
| Асистент-оператори   | Борислав Златанов Любомир Димитров                                                                           |
| Фотограф             | Светлана Петкова                                                                                             |
| Тонтехник            | Димитър Атанасов                                                                                             |
| Осветление           | Асен Велчев                                                                                                  |
| Гардероб             | Виктория Манова                                                                                              |
| Реквизит             | Иван Соколов                                                                                                 |
| Асистенти по монтажа | Доли Йорданова Аракси Мухибян                                                                                |
| Пиротехника          | Димо Павлов                                                                                                  |
| Оръжейник            | Атанас Мицов                                                                                                 |
| Кран                 | Димитър Пиринчиев                                                                                            |
| Организатори         | Александър Петров Величка Капинчева                                                                          |
| Заместник-директор   | Юрий Милев                                                                                                   |
| Директор             | Никола Вълчев                                                                                                |
| Distributed by       | БЪЛГАРСКА КИНЕМАТОГРАФИЯ Студия за игрални филми „БОЯНА“ Творчески колектив „СЪВРЕМЕННИК“ /Copyright © 1981/ |

## Награди
- Награда за режисура, награда за сценарий и награда за музика на Съюза на българските филмови дейци, 1981,
- Първа награда и награда за сценарий на Фестивала на българския игрален филм, Варна, 1982,
- Специална награда на журито на Международния кинофестивал в Москва, 1981.

## Римейк
През 2006 година правят първият римейк на български филм. Това е „Падането“ (The Fall) на индийския режисьор Тарсем Сингх. Филмът, който е в копродукция между САЩ, Великобритания и Индия използва за основа сюжета на Валери Петров от филма „Йо хо хо“.
Сюжетът разказва за каскадьор, лекуващ се в болница през 20-те години. Той разказва на малко момиченце приказна история за петима митични герои. Благодарение на неговата фантазия и нейното буйно въображение границата между измислица и реалност постепенно се стопява.